# Veteranbil
Veteranbil er et andet navn for gamle automobiler eller historiske køretøjer.
Spørgsmålet er, hvornår en bil er gammel nok til at blive kaldt for en veteranbil.
Staten sætter regler for dette ved nedsættelse af registreringsafgift for biler ældre end 35 år – Forsikringsordninger bruger også en aldersgrænse, f.eks. er veteranbiler ofte 35 år eller ældre og klassiske biler er ofte mellem 25 og 34 år.
En anden faktor er sjældenheden, som har en betydelig indflydelse på prisen for en veteranbil.
Tidligere var der rigtig mange bilfabrikker med eksotiske navne, men i dag er mange af disse lukket eller fusioneret til større selskaber.

## Sjældne bilmærker
- Bugatti
- Reo